# Erich Mielke
Erich Fritz Emil Mielke (alemão: [ˈeːʁɪç ˈmiːlkə]; 28 de dezembro de 1907 - 21 de maio de 2000) foi um oficial comunista alemão que serviu como chefe do Ministério da Segurança do Estado da Alemanha Oriental (Ministerium für Staatsicherheit - MfS), mais conhecido como Stasi, de 1957 até pouco depois da queda do Muro de Berlim em 1989.

## Vida
Nascido em Berlim e membro da segunda geração do Partido Comunista da Alemanha, Mielke foi um dos dois pistoleiros nos assassinatos de 1931 dos capitães da polícia de Berlim, Paul Anlauf e Franz Lenck. Depois de saber que uma testemunha havia sobrevivido, Mielke escapou da prisão fugindo para a União Soviética, onde o NKVD o recrutou. Ele foi uma das figuras-chave na dizimação dos comunistas alemães de Moscou durante o Grande Expurgo, bem como na perseguição selvagem de suspeitos de antiestalinistas na Brigada Internacional durante a Guerra Civil Espanhola.
Após o fim da Segunda Guerra Mundial em 1945, Mielke retornou à Zona Soviética da Alemanha Ocupada, que ajudou a organizar em um estado satélite marxista-leninista sob o Partido da Unidade Socialista (SED), mais tarde se tornando chefe da Stasi; de acordo com John Koehler, ele foi "o chefe da polícia secreta mais antigo no Bloco Soviético".
A Stasi sob Mielke foi chamada pelo historiador Edward N. Peterson, o " aparato policial de estado mais difundido que já existiu em solo alemão". Em uma entrevista de 1993, o sobrevivente do Holocausto e caçador de nazistas Simon Wiesenthal disse que, se considerarmos apenas a opressão de seu próprio povo, a Stasi sob Mielke "era muito, muito pior do que a Gestapo".
Durante as décadas de 1950 e 1960, Mielke liderou o processo de formação forçada de fazendas coletivizadas a partir de fazendas familiares da Alemanha Oriental, o que enviou uma enxurrada de refugiados para a Alemanha Ocidental. Em resposta, Mielke supervisionou a construção (1961) do Muro de Berlim e co-assinou ordens para atirar fatalmente em todos os alemães orientais que tentassem deixar o país. Ele também supervisionou o estabelecimento de estados policiais pró-soviéticos e insurgências paramilitares na Europa Ocidental, América Latina, África e Oriente Médio.
Além de seu papel como chefe da Stasi, Mielke também era general do Exército Nacional do Povo (Nationale Volksarmee) e membro do Politburo governante do SED. Apelidado de "The Master of Fear"  (alemão: der Meister der Angst) pela imprensa da Alemanha Ocidental, Mielke era um dos homens mais poderosos e odiados da Alemanha Oriental.
Após a reunificação alemã em 1990, Mielke foi processado (1992), condenado e encarcerado (1993) pelos assassinatos de Paul Anlauf e Franz Lenck em 1931. Libertado da prisão devido a problemas de saúde em 1995, ele morreu em uma casa de repouso em Berlim em 2000.

## Bibliográfia
- Buckley, Jr., William F. (2004), The Fall of the Berlin Wall, John Wiley & Sons, Inc.
- Funder, Anna (2003), Stasiland: True Stories from Behind the Berlin Wall, Granta Books, London.
- Koehler, John O. (1999). Stasi: The Inside Story of the East German Secret Police. [S.l.]: West View Press. ISBN 0-8133-3409-8
- Kerr, Philip (2011). Field Grey. [S.l.]: Quercus. ISBN 978-1-84916-414-6
- Kießling, Wolfgang (1998). Leistner ist Mielke. Schatten einer gefälschten Biographie (em alemão). Berlin: Aufbau Taschenbuch Verlag. ISBN 3-7466-8036-0
- Kuchel, Dany (2011) "Le Glaive et le Bouclier", une histoire de la Stasi en France.
- Otto, Wilfriede, Erich Mielke, Biographie: Aufstieg und Fall eines Tschekisten. Dietz-Verlag, Berlin 2000, ISBN 978-3-320-01976-1.
- Peterson, Edward N. (2002). The Secret Police and the Revolution: The Fall of the German Democratic Republic, Praeger Publications, Westport, Connecticut. London.  ISBN 0-275-97328-X
- Pickard, Ralph (2007).  STASI Decorations and Memorabilia, A Collector's Guide. Frontline Historical Publishing.  ISBN 978-0-9797199-0-5
- Pickard, Ralph (2012).  STASI Decorations and Memorabilia Volume II.  Frontline Historical Publication.  ISBN 978-0-9797199-2-9